# Тетрабіблос
Тетрабіблос (Τετράβιβλος «Чотири книги», також на грецькій відома як Апотелесматика (Ἀποτελεσματικά) «Ефекти», і на латинській мові як Quadripartitum «Чотири частини») — трактат з філософії і астрологічної практики, написаний у II столітті н. е. Александрійським вченим Клавдієм Птолемеєм (90-168 рр. н. е.).
Трактат Птолемея Альмагест був авторитетним рукописом з астрономії більше ніж тисячу років, а Тетрабіблос, що є його додатковим томом, був настільки ж впливовим в астрології, він вивчав вплив астрономічних циклів на земні явища. Альмагест втратив свій астрономічний авторитет з прийняттям геліоцентричної моделі Сонячної системи, але незважаючи на це, Тетрабіблос досі[коли?] залишається важливою теоретичною роботою для астрології.
Крім зробленого вкладу в техніки астрологічної практики, філософський захист Птолемеєм цього предмету як природного, корисного вчення допоміг забезпечити теологічну толерантність до астрології в Західній Європі в часи середньовіччя. Завдяки цьому астрологічні вчення Птолемея стали частиною університетської програми в часи Ренесансу, що вплинуло на медичні дослідження і літературні твори.
Історичну важливість Тетрабіблос можна відзначити в багатьох коментарях щодо цього тексту стародавнього періоду, часів середньовіччя і епохи відродження. Її переписували, коментували, перефразовували, скорочували, і перекладали багатьма мовами.

## Огляд і вплив
Птолемей, Антологія Палатина, 9.577.
Птолемея називають «найвідомішим грецьким астрологом» і «найбільшим авторитетом у про-астрології». Зібрана в Олександрії в другому столітті, ця робота викликала багато коментарів про себе ще з початку своєї публікації. В IX столітті її переклали арабською, і її описують як «найважливіше джерело середньовічної ісламської астрології».
Із перекладом Тетрабіблос латинською у XII столітті, Альберт Великий і Тома Аквінський інтегрували «астрологію Птолемея» в середньовічну християнську доктрину. Це богословське визнання дало можливість читати астрологію Птолемея в університетах, що часто були пов'язані з медичними науками. Це, в свою чергу, привернуло увагу до літературних творів, наприклад до творів Данте, що допомогли сформувати моральні, релігійні і космологічні парадигми в Західній Європі в епоху середньовіччя.